# Juan Vigón

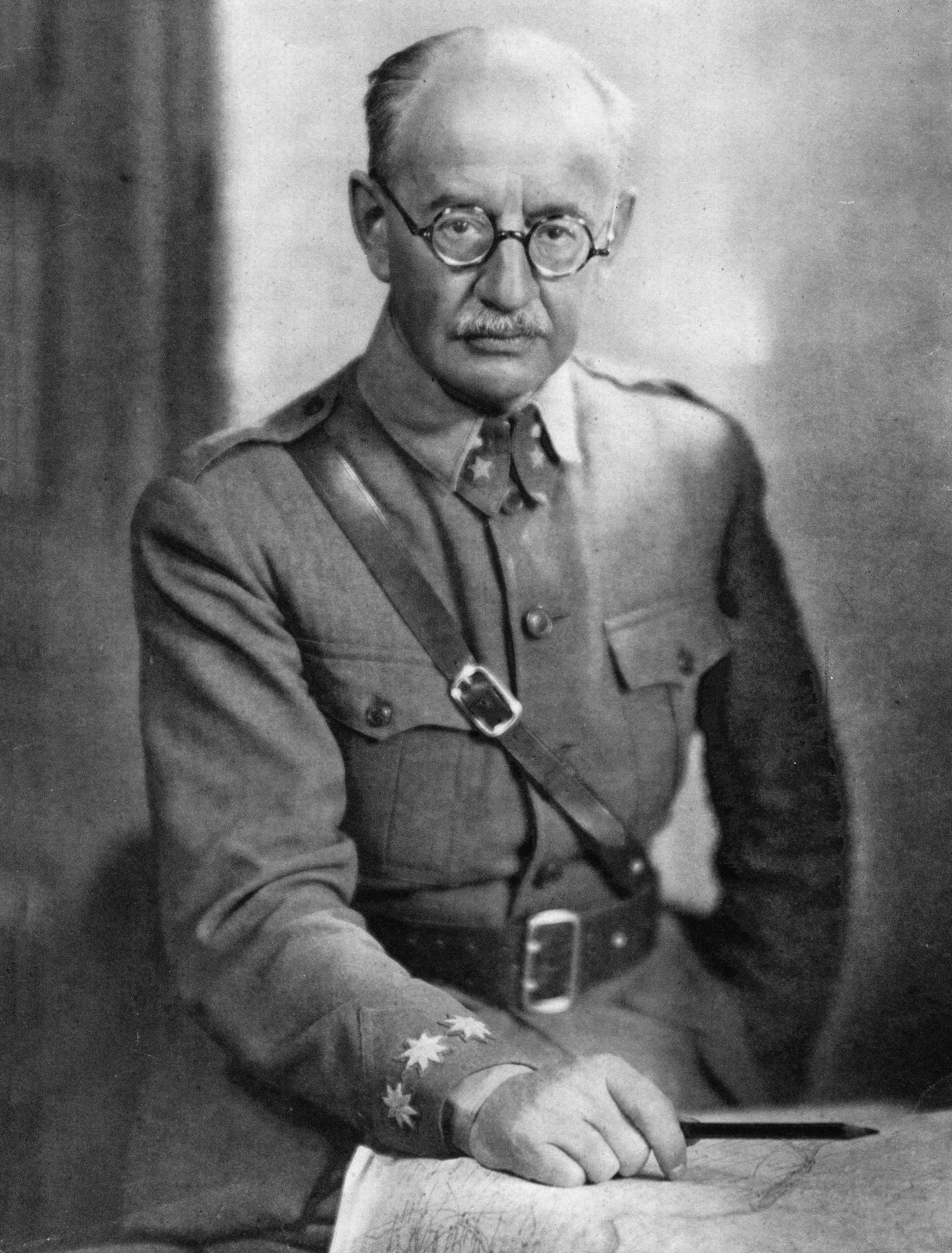
Juan Vigón, 1930

Juan Vigón Suerodíaz (* 1880; † 1959) war General der spanischen Armee während des Spanischen Bürgerkrieges auf Seite der Nationalisten. Er war Befehlshaber während der Aragonoffensive. Franco verlieh ihm postum den Titel eines Grafen.